# 天山口镇
天山口镇，是中华人民共和国内蒙古自治区赤峰市阿鲁科尔沁旗下辖的一个乡镇级行政单位。

## 行政区划
天山口镇下辖以下地区：
新风村、天利村、东方红村、八家村、胜旗村、天忠村、天宏村、福兴地村、元宝坑村、天海村、胜联村、向阳村、三段村、仁义村、平安地村、兴隆地村、天丰村、新民庄村、大虎头嘎村、小虎头嘎村、小黄羊洼村、白城子村、柳家段村、水泉沟村、天山村、大黄羊洼村和北沟村。